# Bob ai II Giochi olimpici giovanili invernali - Monobob maschile

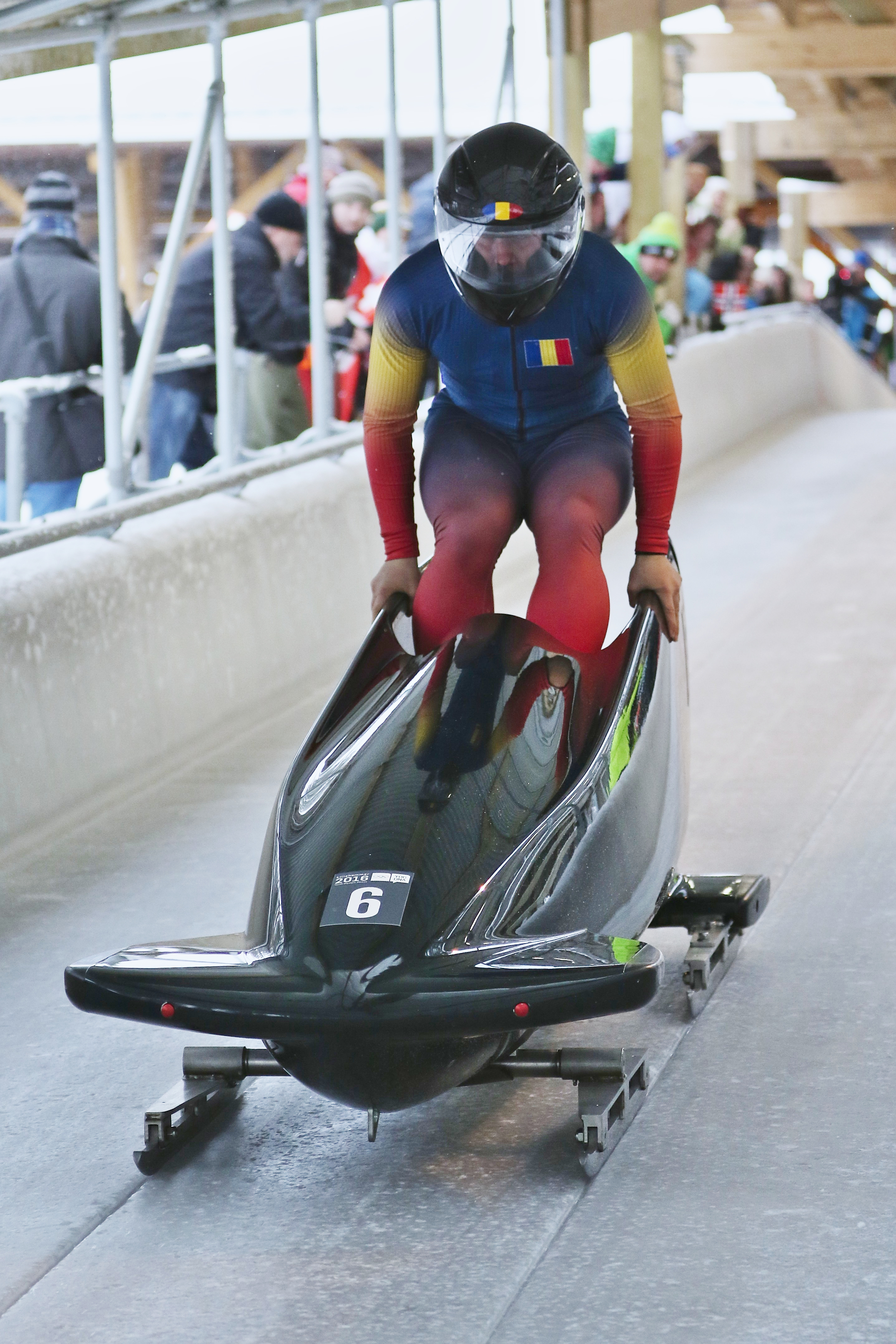
Mihai Cristian Tentea, quarto classificato, durante la fase di partenza

Nel bob ai II Giochi olimpici giovanili invernali di Lillehammer 2016 la gara del monobob maschile si è tenuta il 20 febbraio a Lillehammer, in Norvegia, sulla pista Lillehammer Olympiske Bob- og Akebane.
Hanno preso parte alla competizione 15 atleti in rappresentanza di 15 differenti nazioni. La medaglia d'oro è stata conquistata dal tedesco Jonas Jannusch, davanti al russo Maksim Ivanov, medaglia d'argento, e al norvegese Kristian Olsen, bronzo.

## Risultato
| Pos. | Num. | Atleti                | Nazione       | 1ª manche | 2ª manche | Totale  | Distacco |
| ---- | ---- | --------------------- | ------------- | --------- | --------- | ------- | -------- |
|      | 14   | Jonas Jannusch        | Germania      | 57"15     | 57"14     | 1'54"29 |          |
|      | 5    | Maksim Ivanov         | Russia        | 56"93     | 57"51     | 1'54"44 | +0"15    |
|      | 10   | Kristian Olsen        | Norvegia      | 57"43     | 57"10     | 1'54"53 | +0"24    |
| 4    | 11   | Mihai Cristian Tentea | Romania       | 57"42     | 57"20     | 1'54"62 | +0"33    |
| 5    | 4    | Marius Schneider      | Svizzera      | 57"53     | 57"47     | 1'55"00 | +0"71    |
| 6    | 13   | George Johnston       | Gran Bretagna | 57"31     | 58"17     | 1'55"48 | +1"19    |
| 7    | 15   | Gabriel Ospelt        | Liechtenstein | 57"84     | 57"76     | 1'55"60 | +1"31    |
| 8    | 8    | Marley Linhares       | Brasile       | 57"86     | 58"00     | 1'55"86 | +1"57    |
| 9    | 7    | Leonhard Pichler      | Austria       | 58"13     | 58"22     | 1'56"35 | +2"06    |
| 10   | 9    | Jakub Čierník         | Slovacchia    | 58"37     | 58"14     | 1'56"51 | +2"22    |
| 11   | 6    | Kim Sang-min          | Corea del Sud | 58"02     | 58"53     | 1'56"55 | +2"26    |
| 12   | 12   | Parker Reid           | Canada        | 58"29     | 58"51     | 1'56"80 | +2"51    |
| 13   | 2    | Daniel Mayhew         | Giamaica      | 58"85     | 58"62     | 1'57"47 | +3"18    |
| 14   | 3    | Samuel Beach          | Stati Uniti   | 59"02     | 59"32     | 1'58"34 | +4"05    |
| 15   | 1    | Martin Souto otero    | Spagna        | 59"31     | 59"08     | 1'58"39 | +4"10    |

Data: Sabato 20 febbraio 2016

Ora locale 1ª manche: 14:00

Ora locale 2ª manche: 15:45

Pista: Lillehammer Olympiske Bob- og Akebane

Legenda:
- Pos. = posizione
- Num. = numero di partenza
- in grassetto: miglior tempo di manche